# Truist Park
Le Truist Park (anciennement SunTrust Park) est un stade de baseball à Cumberland, dans la région métropolitaine d'Atlanta et le comté de Cobb, en Géorgie aux États-Unis.
La construction de ce stade de 51 084 places débute le 16 septembre 2014 et il est officiellement ouvert le 24 février 2017.
Le premier match joué par son club résidant, les Braves d'Atlanta de la Ligue majeure de baseball, est un match pré-saison programmé pour le 31 mars 2017 contre les Yankees de New York auquel seuls les abonnés de saison peuvent assister, tandis que le premier match de saison régulière ouvert au grand public est joué le 14 avril 2017 entre les Braves et les Padres de San Diego.

## Contexte
Les Braves d'Atlanta évoluent de 1997 à 2016 au Turner Field, inauguré sous le nom Centennial Olympic Stadium pour les Jeux olympiques d'été de 1996 à Atlanta.
La construction du futur SunTrust Park est annoncée le 11 novembre 2013 par les Braves, peu après leur 17e saison au Turner Field, qui est pourtant plus récent que 14 des 29 autres stades occupés à ce moment-là par un club de la Ligue majeure de baseball. Les Braves indiquent leur volonté de quitter le Turner Field à l'expiration prévue du bail après la saison de baseball 2016. Parmi les facteurs ayant motivé cette décision, les Braves mentionnent le coût élevé des rénovations requises au Turner Field et les coûts estimés de l'entretien futur de l'enceinte.
Le club cite aussi les plaintes du public, qui considère le stade moins accessible qu'auparavant, en raison principalement des embouteillages. La station du métro d'Atlanta la plus proche du Turner Field est située à 1,21 km et, bien que MARTA mette une navette à disposition du public les jours de match, les bouchons de circulation entre le métro et le stade en neutralisent les avantages. Des observateurs ont cependant souligné que les environs du futur SunTrust Park étaient déjà mal desservis par MARTA, et que cette société de transport avait une relation « chaotique » avec le comté de Cobb.

## Construction

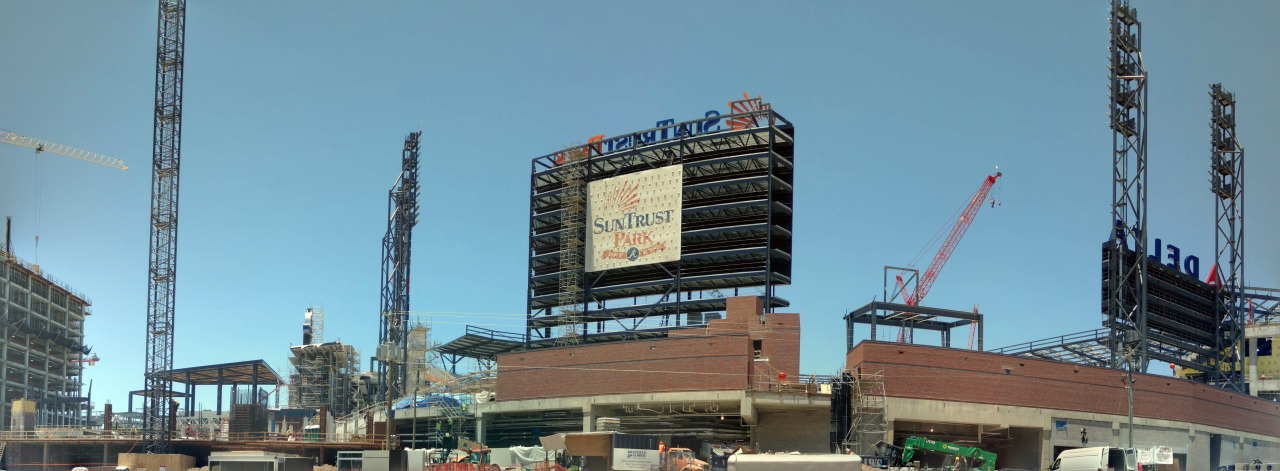
Chantier du SunTrust Park en juillet 2016.

En janvier 2014, les architectes Populous sont choisis pour concevoir le SunTrust Park.
La construction du SunTrust Park débute le 16 septembre 2014, en prévision du déménagement du club de baseball dans ce stade au printemps 2017. Le SunTrust Park se construit à l'intersection nord-ouest de l'Interstate 75 et de l'Interstate 285 dans la ville de Cumberland (aussi appelée Cumberland/Galleria), qui fait partie de la région métropolitaine d'Atlanta et est situé à une quinzaine de kilomètres au nord-ouest du centre-ville d'Atlanta.
Le coût estimé de la construction est de 622 millions de dollars US. Le comté de Cobb fournit 392 millions de dollars, tandis que 230 millions (qui peut passer au besoin à 280 millions) seront payés par les Braves d'Atlanta, une entreprise privée. Le stade et environ 15 acres appartiendront à la Cobb-Marietta Coliseum and Exhibit Hall Authority, alors que quelque 45 acres à développer autour du stade appartiendront aux Braves.
Les Braves s'engagent à jouer au SunTrust Park pour 30 ans. Les droits de nommage du stade sont vendus pour une durée de 25 ans à SunTrust Banks Inc., une banque dont le siège social se trouve à Atlanta.
Un autre stade, de football américain celui-là, est en construction au même moment à Atlanta au coût estimé d'un milliard de dollars et doit être inauguré en 2017 par les Falcons d'Atlanta de la NFL.
En février 2019, SunTrust a annoncé une fusion avec une autre société de services financiers, BB&T. Parce que la société fusionnée n'avait pas encore annoncé son nom, les Braves ont gardé le nom SunTrust sur le stade pendant la saison 2019. Le 14 janvier 2020, après que la société eut annoncé son nouveau nom de Truist Financial, le stade a été officiellement renommé Truist Park.